# Vejprnice
Vejprnice (tyska: Weipernitz) är en by och en kommun i Tjeckien. Den ligger i regionen Plzeň, i den västra delen av landet, 90 km väster om huvudstaden Prag. Vejprnice ligger 331 meter över havet och antalet invånare är 4 133 (2016).
Terrängen runt Vejprnice är platt. Runt Vejprnice är det ganska tätbefolkat, med 111 invånare per kvadratkilometer. Närmaste större samhälle är Plzeň, 7,5 km öster om Vejprnice. Trakten runt Vejprnice består till största delen av jordbruksmark.
Trakten ingår i den hemiboreala klimatzonen. Årsmedeltemperaturen i trakten är 7 °C. Den varmaste månaden är juli, då medeltemperaturen är 20 °C, och den kallaste är december, med −9 °C. Genomsnittlig årsnederbörd är 1 005 millimeter. Den regnigaste månaden är augusti, med i genomsnitt 135 mm nederbörd, och den torraste är mars, med 28 mm nederbörd.